# حادثة فورت هود 2009
في 5 نوفمبر 2009, وقع حادث إطلاق نار الذي أدى إلى مقتل 13 شخصا في قاعدة فورت هود العسكرية الأمريكية الواقعة على مشارف كيلين en. في ولاية تكساس. قاعدة فورت هود التي تعتبر أكبر القواعد العسكرية الأمريكية في العالم والمنشأة العسكرية الوحيدة في الولايات المتحدة القادرة على تزويد الجيش الأمريكي بفرقتين مدرعتين كاملتي العدد والعدة، هما فرقة الفرسان الأولى، وفرقة المشاة الرابعة.
منفذ إطلاق النار هو الطبيب النفسي الميجور نضال مالك حسن الذي التحق بالجيش في عام 1997، بعدما تخرج من جامعة فيرجينيا. يقول مسؤولون ان الميجور نضال مالك حسن، كان يشعر بالضيق بسبب قرب انتقاله للخدمة في أفغانستان، ذهب إلى مركز استعداد الجنود قبل الساعة الواحدة والنصف مساء الخميس. وجلس على مقعد أمام إحدى الطاولات في «منشأة تجهيز الجنود،». وظهر أنه هناك لمساعدة الجنود الذين كانوا يخضعون إلى فحوصات طبية. استعدادا للانتشار في الخارج. غير أن مصادر قالت إن قاعدة فورت هود كانت تتجهز لحفل تخرج. ويُقال ان حسن، ردد شيئا مع نفسه ثم قام واقفا. وبعد ذلك، بدأت الدماء تنساب، وقتل 13 شخصا، وجرح 38 آخرون. وجرى إطلاق نار متبادل بين حسن وبعضا من الجنود في القاعدة أدى إلى اصابة حسن ودخوله إلى المستشفى، فاقدا للوعي ويعيش على جهاز تنفس صناعي. وبعدها بفترة بدأ حسن يفيق، وتم توجيه اليه 13 تهمة بالقتل العمد و 32 تهمة الشروع في القتل. بموجب قانون الأحكام العسكري الأمريكي الموحد. en  http

## مقالات ذات صلة
- حادثة فورت هود 2014 (en [الإنجليزية])